# 夏洛特 (愛荷華州)
夏洛特（英語：Charlotte）是一個位於美國愛荷華州克林頓縣的城市。

## 地理
夏洛特的座標為41°57′40″N 90°28′11″W / 41.96111°N 90.46972°W，而該地的平均海拔高度為212米（即696英尺）。

## 人口
根據2010年美國人口普查的數據，夏洛特的面積為1.48平方千米，當中陸地面積為1.48平方千米，而水域面積為0.00平方千米。當地共有人口394人，而人口密度為每平方千米266人。